# Envejecimiento de la población en Japón

Población en Japón.

Tasas de natalidad y mortalidad en Japón desde 1950.

Se cree que el envejecimiento de la población en Japón superará al del resto de naciones, ya que el país tiene la mayor proporción de población anciana del mundo; más del 20% de la población japonesa tiene 65 años. En 1989 tan sólo el 11,6% pertenecía a ese grupo, pero las predicciones indican que el 25,6% pertenecería a ese grupo en 2030. Sin embargo, dichas estimaciones fueron actualizadas en 2011, revelando que el 23,1% de la población tiene 65 años o más, y el 11,4% tiene más de 75 años, el mayor ratio en el planeta (aunque los datos del censo de 2010 no han sido revelados todavía). Este cambio, denominado en Japón kōreikashakai (高齢化社会), habrá tenido lugar en un período de tiempo más corto que en cualquier otro país.
El grupo demográfico de 65 años o más aumentó de 26,5 millones en 2006 a 29,47 millones en 2011, un crecimiento del 11,2%. El Ministro de Salud japonés estima que la población del país decrecerá de 127,8 millones en 2005 a 95,2 millones en 2050. La población anciana de Japón (grupo demográfico de personas de 65 años o más), estaba compuesta por el 20% de la población en junio de 2006, un porcentaje que se prevé que aumentará al 38% en 2055.

## Causas
Este envejecimiento de la población fue llevado por una combinación de una baja tasa de fertilidad y altas esperanzas de vida. En 1993 la tasa de nacimiento estaba estimada en 10,3 por 1000 habitantes, y el número medio de hijos por mujer ha sido más bajo que 2,1 (el nivel para garantizar el suceso generacional) desde finales de los años 1970; en 1993, el número estaba estimado en 1,5. La planificación familiar era casi universal, siendo el uso de preservativos (condones) y abortos legales las mayores formas del control de natalidad.
Un número de factores contribuyeron a esta tendencia hacia familias más pequeñas: educación alta, devoción por criar hijos sanos, matrimonio tardío, aumento de mujeres en el ámbito laboral, casas y apartamentos con poco espacio, educación sobre los problemas de la sobrepoblación, y los altos costes de la educación infantil. La esperanza de vida, de 76,4 años para hombres y 82,2 años para mujeres en 1993, eran los más altos en el mundo (la esperanza de vida al final de la Segunda Guerra Mundial era de 50 años para ambos sexos). La tasa de mortalidad en 1993 estaba estimada en 7,2 por 1000 personas. Las principales causas de muerte son cáncer, enfermedades del corazón, y enfermedades cerebrovasculares, un patrón común a las sociedades industrializadas.

## Efectos en la sociedad
El poder público, los medios, y las discusiones entre ciudadanos revelaron un alto nivel de preocupación por las consecuencias de que uno de cuatro personas en Japón tiene 65 años o más. En 2025 la proporción de dependencia (la proporción de gente de menos de 15 años y de 65 años o más) será de dos dependientes por cada tres trabajadores. A pesar de todo, no es una proporción alta, por ejemplo, Uganda tiene 1,3 dependientes por trabajador. El envejecimiento de la población se convirtió en evidente en el envejecimiento de la fuerza de trabajo y la escasez de trabajadores jóvenes a finales de los años 1980, con impactos potenciales en las prácticas de empleo, de salario y de beneficios, y los roles de las mujeres en el mundo laboral.
La creciente población de gente anciana también ha tenido un impacto en los gastos del gobierno. Millones de euros son salvados cada año en educación, salud, y bienestar para los niños, y aumentan en los ancianos. Tan recientemente como a principios de los años 1970, los gastos tan solo eran el 6% de los ingresos de Japón. En 1992 esa proporción era del 18%, y se espera que en 2025, el 27% del presupuesto del país será gastado en el bienestar social.
Además, la edad media de la población anciana empezó a subir a finales de los años 1980. Se esperó que la proporción de gente de entre 65 y 85 años aumentara de un 6% en 1985 a un 15% en 2025. Por la frecuencia de enfermedades crónicas con la edad, se espera que el sistema de pensiones y la salud entre en una severa tensión por la falta de fondos. A mediados de los años 1980 el gobierno empezó a revaluar los gastos del gobierno y del sector privado en salud y pensiones, y estableció políticas para controlar los costos del gobierno en dichos programas.
Un estudio de la División de la Población de la ONU publicado en 2000 descubrió que Japón necesitará subir la edad de jubilación a 77 o admitir a 10 millones de inmigrantes anualmente entre 2000 y 2050 para mantener su tasa de trabajador por jubilado.
Reconociendo la baja probabilidad de que un anciano residiere con un joven adulto y la alta probabilidad de que una hija o nuera participare en la fuerza laboral pagada, el gobierno el gobierno estableció facilidades para los ancianos de tener acceso a residencias y guarderías para los más ancianos, y programas de salud en el hogar. Las vidas más largas están alterando las relaciones entre los cónyuges a través de las generaciones, creando nuevas responsabilidades para el gobierno, y prácticamente cambiando todos los aspectos de la vida social.
Las jubilaciones están cediendo el paso a los empresarios de contratar gente en edad de trabajar. Esto tiene un efecto bajando la tasa de paro o la tasa de selección ya que los jubilados generalmente dejan de trabajar o buscar trabajo. La tasa de trabajos por solicitante en Japón ha crecido desde mayo de 2010 hasta principios de 2011.

## Política del gobierno
Japón ha seguido experimentando una tasa de nacimiento que sigue bajando según entró en el siglo XXI. Yendo más allá, las estadísticas del gobierno reportaron que en 2030 habrá aproximadamente la misma cantidad de población en edad de trabajar que la que había en 1950. Japón experimentará declives en los cohortes de niños y gente en edad de trabajar y un agudo aumento de la población de 65 años o más.
El declive del cohorte de la gente en edad de trabajar podría liderar a una economía en encogimiento si la productividad no crece más rápidamente que la tasa de la fuerza trabajadora. En los próximos años, los primeros grupos de baby boomers llegarán a la edad de jubilación y los investigadores creen que esto llevará a un crecimiento de la deuda de Japón, provocando así déficits y deflación.  Japón necesitaría hacer crecer su fuerza laboral y su producción industrial para ayudar a su población envejecida.
Japón está contrarrestando estos problemas demográficos desarrollando leyes para mantener a toda la población posible en la fuerza de trabajo. El gobierno ha identificado brechas entre las proyecciones demográficas y las aspiraciones de sus ciudadanos. Por ejemplo, una investigación ha descubierto que las parejas ya casadas quieren tener más de dos hijos, pero la tasa de natalidad actual es solo del 1,75%. Japón ha enfocado sus leyes en la conciliación de la vida con la meta de mejorar las condiciones para aumentar el crecimiento demográfico.
Para cumplir estos desafíos, Japón se ha establecido metas para definir la conciliación de la vida ideal que proveería al medio necesario para que las parejas puedan tener más hijos con la aprobación de la Ley de Cuidado de Hijos y Familias, que entró en vigor en junio de 2010. La ley da a los padres con una oportunidad de obtener hasta ocho semanas de baja tras el nacimiento de un hijo y permite a los empleados con hijos de edad preescolar los siguientes permisos: hasta cinco días de baja en caso de enfermedad del hijo, límites en la cantidad de horas extraordinarias (hasta 24 horas por mes) basadas en una petición del empleado, límites en las horas de trabajo por la noche basadas en una petición del empleado, y la oportunidad de menos horas de trabajo y tiempo más flexible para los empleados.
Las metas de la ley se esforzarían en lograr los siguientes resultados en 10 años categorizados por la tasa femenina de empleo (crecimiento del 65% al 72%), porcentaje de empleados trabajando 60 horas o más por semana (declive de 11% al 6%9, ratio de uso de retribuciones anuales (del 47% al 100%), ratio de baja por cuidado de niños (de 72% a 80% para mujeres, de 0,6% a 10% para hombres) y horas gastadas por hombres en cuidado del hogar y de los hijos con un hijo de menos de seis años (de 1 hora a 2,5 horas por día).